# Muséum de l'Ardèche
Le Muséum de l'Ardèche est un musée de paléontologie et d'histoire naturelle, situé à Balazuc, dans le Sud de l'Ardèche, en France.

## Présentation
À 20 minutes de la grotte Chauvet 2 - Ardèche et de la Cité de la Préhistoire, le Muséum de l'Ardèche est un musée de paléontologie présentant une collection de fossiles d'animaux disparus provenant d'Ardèche et du reste du monde. 80 % des spécimens exposés proviennent du département de l'Ardèche.
Une section retrace l'histoire de la vie au cours des temps géologiques, depuis le début du Cambrien, il y a 541 millions d'années, jusqu'aux premiers hommes, il y a environ 2 millions d'années.

## Activités proposées
Le Muséum de l'Ardèche propose, en complément des visites guidées, des activités à l'attention des familles ou des groupes :
- ateliers d'initiation aux fouilles ;
- ateliers de dégagement de fossiles ;
- Nuits des étoiles et soirée d’initiation à l'astronomie ;
- visites archéologiques du village de Balazuc ;
- balades géologiques.